# Mausolée d'Aghdsk
Le mausolée d'Aghdsk, Aghtsk, Aghts ou Aghdzk (en arménien Աղձք) est le mausolée des rois arsacides d'Arménie. Il est situé dans la localité d'Aghdsk, dans le marz d'Aragatsotn, non loin d'Erevan.

## Histoire
En 363, l'empereur romain Jovien conclut un traité avec l'empereur sassanide Shapur II, par lequel Jovien s'engage notamment à ne plus soutenir les Arsacides arméniens contre les Perses ; perdant ainsi la protection romaine, l'Arménie est envahie dès 364. Le roi arménien Arsace II, trahi par le nakharar Mérouzhan Arçrouni qui guide les armées perses, ne peut faire face. Selon Fauste de Byzance, au cours de cette campagne, Shapur II prend la forteresse de Kamakh-Ani (Haute-Arménie, dans la région de l'actuelle ville d'Erzincan) où sont enterrés plusieurs rois arsacides, avec l'intention d'emmener leurs dépouilles, « pour que la gloire, la fortune et la valeur de ces rois passent avec leurs dépouilles dans [son] pays ». Toujours selon Fauste, une contre-attaque arménienne menée par le sparapet Vasak Mamikonian parvient toutefois à reprendre les dépouilles royales, que le sparapet fait alors ensevelir à Aghdsk, une localité de la province d'Ayrarat peu accessible, en séparant rois paiens et rois chrétiens.

## Complexe mémorial
Le complexe mémorial d'Aghdsk comprenait, outre le mausolée, une chapelle le surmontant, une basilique au nord, et trois stèles au sud,. En dehors du mausolée, il ne subsiste plus aujourd'hui que les premières assises de la basilique.
Le mausolée, construit entre 364 et 368, est un caveau rectangulaire doté de deux arcosolia sur ses longueurs et d'une abside sur le côté est ; son entrée et les arcosolia sont ornés d'un décor sculpté caractéristique de l'art paléochrétien : l'arcosolium du nord (celui des rois chrétiens) présente le prophète Daniel dans la fosse aux lions, celui du sud (celui des rois païens) une chasse au sanglier (typique de l'iconographie funéraire hellénistique et romaine). Les piédroits de l'entrée sont quant à eux ornés de fauves menaçant des quadrupèdes, « sans doute [pour] rappeler au croyant les dangers qui guettent ceux qui s'écartent du troupeau ». Une plate-forme à gradins surmonte la voûte du mausolée et formait la base de la chapelle disparue.

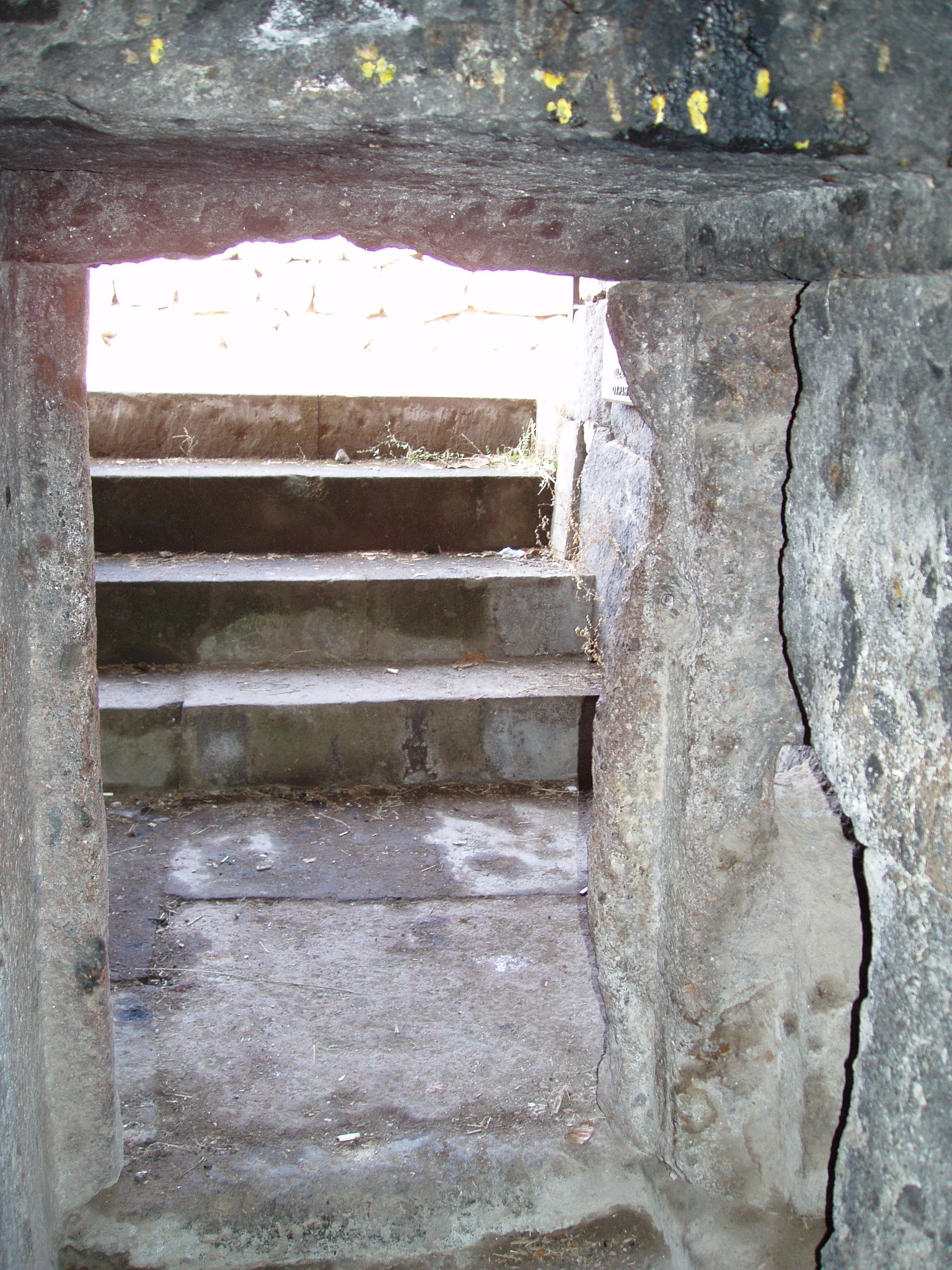
Marches et piédroits de l'entrée.
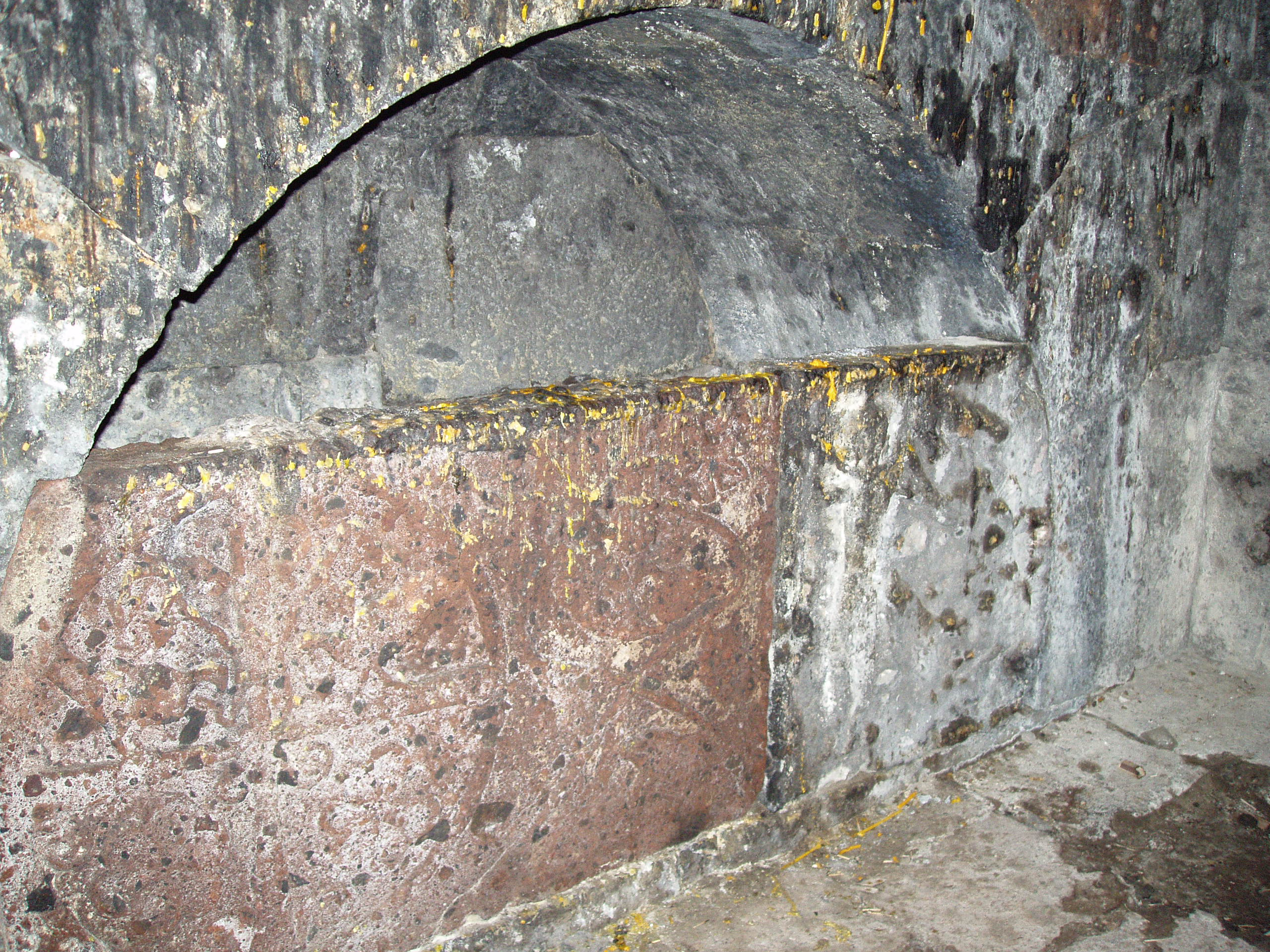
Arcosolium païen.
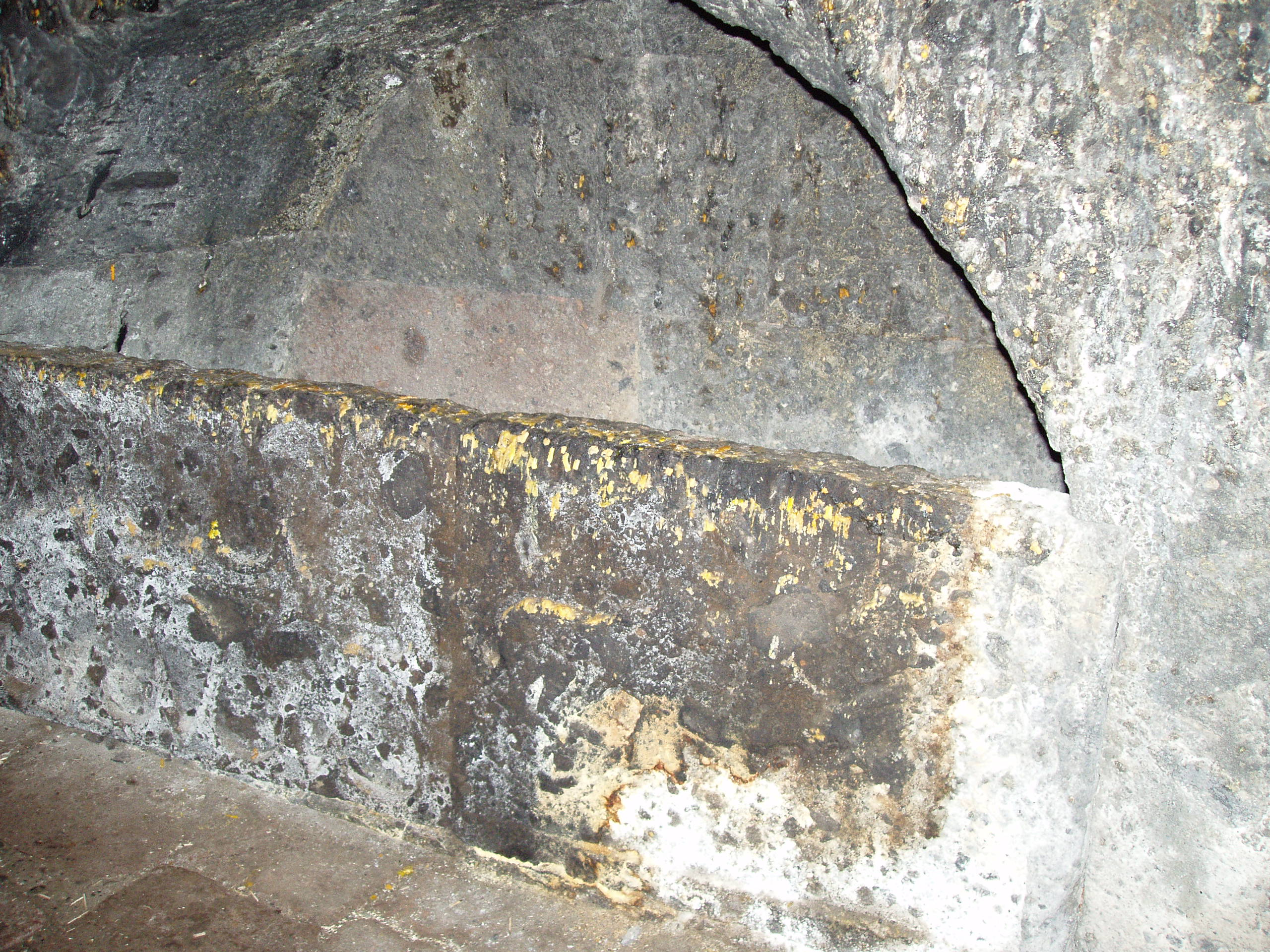
Arcosolium chrétien.
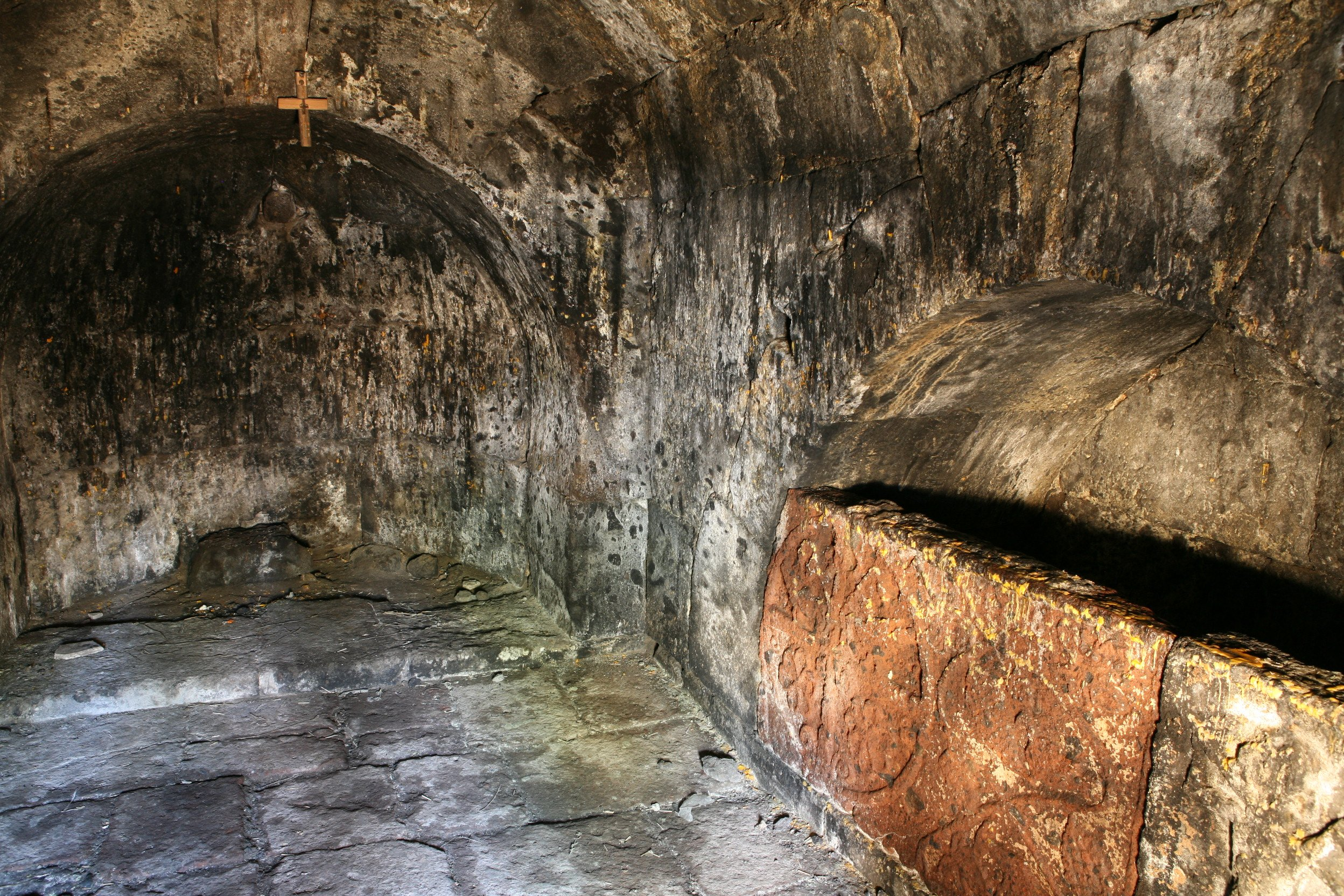
Abside et arcosolium païen.

La basilique contemporaine au mausolée était dotée de trois nefs séparées par des piliers et a peut-être été remaniée au Ve siècle, avec le remplacement de la voûte en bois par une voûte en pierre.
Des fouilles archéologiques ont été menées sur le site entre 1972 et 1974.